# Вторая каппельская война
Вторая каппельская война (нем. Zweiter Kappelerkrieg) — вооружённый конфликт, состоявшийся в 1531 году между протестантскими и католическими кантонами швейцарского союза во время Реформации в Швейцарии.
Вторая война являлась продолжением первой каппельской войны, которая завершилась в 1529 году без начала военных действий первым каппельским земским миром, в целом выгодным для протестантов, во главе которых стоял Цюрих. В то же время фактический глава Цюриха Ульрих Цвингли был недоволен миром и планировал возобновить военные действия, чтобы распространить Реформацию на всю Швейцарию.
После того, как пять горных католических кантонов заключили союз с габсбургской Священной Римской империей, Цюрих и Берн организовали экономическую блокаду этих кантонов. В ответ католические кантоны мобилизовали свои войска и выступили походом на Цюрих. Цюрих не был поддержан Берном, поэтому его силы были явно слабее сил католиков. 11 октября 1531 года под Каппелем встретились 7—8 тысяч католиков и от 1200 до 2000 цюрихцев. В битве при Каппеле протестанты были разбиты, погибло 500 человек, среди которых был Ульрих Цвингли. Его тело было найдено на следующий день, четвертовано и сожжено, а прах осквернён.
После битвы при Каппеле Цюриху пришли на помощь Берн и другие кантоны. Протестантские кантоны 15 октября предприняли ответный поход. Из-за слабой дисциплины продвижение шло медленно, 23 октября цюрихские войска встали лагерем под Менцингеном. Ночью на лагерь было совершено нападение, протестанты потеряли около 600 человек и были вынуждены отойти. В ноябре при посредничестве нейтральных кантонов начались мирные переговоры. Второй земский мир стал невыгодным для протестантов, согласно ему те коммуны, которые уже перешли в протестантизм, могли сохранить свою религию, однако на большинстве территорий преимущество получили католики. Отдельные стратегически важные населённые пункты, в которых преобладали протестанты, принудительно были объявлены католическими. По результатам второго земского мира религиозная карта Швейцарии надолго стабилизировалась.